# HDR10+
HDR10+ (HDR10 Plus) — формат HDR-видео, представленный компанией Samsung и Amazon Video в 2017 году. Лицензирование началось в 2018 году. HDR10+ стал обновлением формата HDR10, добавив возможность использования динамических метаданных, позволяющих адаптировать параметры яркости и цвета видеосигнала к условиям освещения, с точностью до отдельных кадров видео.

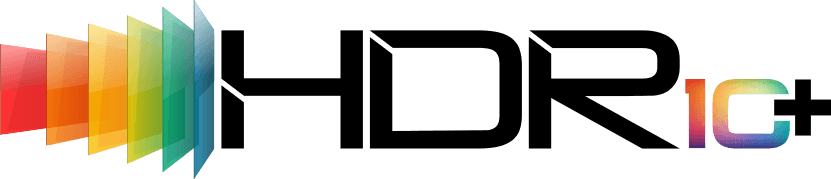
Логотип HDR10+

Процессор обработки видео, поддерживающий HDR10+, получив метаданные для определённого кадра или фрагмента, смещает диапазон яркости видеосигнала в область поддерживаемую совместимым телевизором или монитором для максимального охвата динамического диапазона снятой композиции и повторяет расчёт для следующих значений метаданных. Данный формат предполагает минимальную глубину цвета 10 бит, позволяя получать видео с более чем 1 миллиардом оттенков цветов.